# Armstrong Whitworth Whitley
Armstrong Whitworth A.W.38 Whitley je bil propelerski srednji bombnik britanskega proizvajalca Armstrong Whitworth Aircraft. Whitley je poimenovan po pokrajini v Angliji. Whitley je bil en izmed treh dvomotornih bombnikov, ki jih je imela RAF na voljo za začetku vojne, ostala dva sta bila Vickers Wellington in Handley-Page Hampden. Bili so glavna udarna sila do prihoda štirimotornih težkih bombnikov. 

## Specifikacije(Whitley Mk V)
Podatki iz The Whitley File, Roberts 1986
Splošne karakteristike
- Posadka: 5
- Dolžina: 70 ft 6 in (21,49 m)
- Razpon kril: 84 ft (25,60 m)
- Višina: 15 ft (4,57 m)
- Površina kril: 1137 ft² (106 m²)
- Teža praznega letala: 19300 lb (8768 kg)
- Maks. vzletna teža: 33500 lb (15196 kg)
- Pogon letala: 2 ×  tekočinsko hlajeni 12-valjni V-motor Rolls-Royce Merlin X, 1145 KM (855 kW)  vsak

 Zmogljivost 
- Maks. hitrost: 200 vozlov (230 mph, 370 km/h) na višini 16400 ft (5000 m)
- Doseg: 1430 nmi (1650 milj, 2650 km)
- Največji doseg: 2100 nmi (2400 milj, 3900 km)
- Višina leta: 26000 ft (7900 m)
- Hitrost vzpenjanja: 800 ft/min (4,1 m/s)
- Maks. obremenitev krila: 29,5 lb/ft² (143 kg/m²)
- Max. razmerje potisk/teža: 0,684 KM/lb (112 W/kg)

Oborožitev

- Strelno orožje: 

  - 1 × 7,7 mm Vickers K strojnica v nosu
  - 4 × 7,7 mm Browning 1919 strojnice v repu
- Bombe: Do 3175 kg bomb v notranjosti in na podkrilnih nosilcih, tipično:
  - 12 × 250 lb (113 kg) in
  - 2 × 500 lb (227 kg) bombi
  - Lahko je bil oborožen tudi z 907 kg bombami